# Administración apostólica de las Islas Kinmen y Matsu
La administración apostólica de las Islas Kinmen y Matsu es una circunscripción eclesiástica latina sui generis de la Iglesia católica en Taiwán, inmediatamente sujeta a la Santa Sede. La administración apostólica tiene al arzobispo Thomas Chung An-zu como su ordinario desde el 23 de mayo de 2020.
Las islas que integran la administración apostólica pertenecen a la diócesis de Xiamen en China, pero son parte de la República de China en Taiwán. Dada la particular situación política en la que se encuentran, la Santa Sede designa un administrador apostólico para ellas sin erigirlas en circunscripción eclesiástica de derecho ni separarlas de la diócesis de Xiamen, cuyo obispo se encuentra impedido de administrarlas. El Anuario Pontificio hace la mención del arzobispo de Taipéi como Amministratore Apostolico delle Isole Kinmen o Quemoy e Matzu.

## Territorio y organización
La administración apostólica tiene 180 km² y extiende su jurisdicción sobre los fieles católicos de rito latino residentes en los condados de Kinmen y de Lienchiang. Estos archipiélagos de las islas Kinmen y Matsu, que componen el remanente de la antigua provincia de Fujian de la República de China, son administrados por el Gobierno de Taiwán y reclamados por la República Popular de China como parte de la provincia de Fujian. 
Las islas Kinmen (en chino: 金門; también romanizado como Quemoy) es un pequeño archipiélago administrado por la República de China como el condado de Kinmen. Abarca unos 153 km² y comprende las islas de Gran Kinmen, Pequeña Kinmen, Wuqiu y varios islotes. Se ubica muy cerca de las costas de China continental, a menos de 2 km de Xiamen. Para la República Popular China son parte de la prefectura de Quanzhou.
Las islas Matsu (en chino: 馬祖列島) son un pequeño archipiélago de 19 islas e islotes en el estrecho de Taiwán con 29.6 km² ycinco islas principales: Nangan, Dongju, Xiju, Beigan y Dongyin. Están administradas como el condado de Lienchiang por Taiwán. La República Popular de China controla la zona continental del condado y posee una administración separada.
La sede de la administración apostólica se encuentra en la ciudad de Jincheng, en la isla Gran Kinmen, en donde se halla la parroquia del Sagrado Corazón de Jesús.
En 2019 en la administración apostólica existían 2 parroquias:
- Iglesia del Sagrado Corazón de Jesús, en Jincheng, isla de Gran Kinmen;[3]
- Iglesia del Sagrado Corazón de Jesús, en la isla Nangan, Matsu.[4]

El párroco de Jincheng administra también la iglesia del Sagrado Corazón de María en Jinhu (isla Gran Kinmen) en donde existe un salón conmemorativo del padre Luo Baotian.

## Historia
El vicariato apostólico de Amoy fue erigido el 11 de diciembre de 1883 con el breve impridem Quod del papa León XIII, separando territorio del vicariato apostólico de Fo-kien del Norte, incluyendo a las islas Kinmen y Matsu. El 11 de abril de 1946 el vicariato apostólico fue elevado a diócesis de Xiamen con la bula Quotidie Nos del papa Pío XII.
Tras la retirada del Kuomintang a la isla de Taiwán en 1949, las islas permanecieron bajo el control del gobierno de la República de China.
El 25 de septiembre de 1968 el papa Pablo VI estableció que la porción del territorio de la diócesis de Xiamen que estaba bajo la jurisdicción de la República de China (Taiwán) se confiara a la administración apostólica; sin embargo, no fue una construcción real, ya que este territorio era y todavía se considera parte integral de la diócesis de Xiamen.
Esta administración fue confiada de 1968 a 1970 al obispo de Xuzhou, cuya sede en la República Popular China fue impedida; luego, de 1970 a 1980, al administrador apostólico de la diócesis de Datong, que se encontraba en la misma situación.
Desde el 14 de septiembre de 1981 se ha confiado a los arzobispos de Taipéi.

## Episcopologio
- Philip Côté, S.I. † (25 de septiembre de 1968-16 de enero de 1970 falleció)
- Alfons Van Buggenhout, C.I.C.M. † (13 de febrero de 1970-15 de septiembre de 1980 renunció)
- Matthew Kia Yen-wen † (14 de septiembre de 1981-11 de febrero de 1989 renunció)
- Joseph Ti-kang (11 de febrero de 1989-9 de enero de 2004 retirado)
- Joseph Cheng Tsai-fa (9 de enero de 2004-9 de noviembre de 2007 retirado)
- John Hung Shan-chuan, S.V.D. (9 de noviembre de 2007-23 de mayo de 2020 retirado)
- Thomas Chung An-zu, desde el 23 de mayo de 2020

## Estadísticas
De acuerdo al Anuario Pontificio 2020 la administración apostólica tenía a fines de 2019 un total de 150 336 fieles bautizados.
| Año                                                                             | Población            | Población | Población      | Sacerdotes | Sacerdotes    | Sacerdotes    | Bautizados por sacerdote | Diáconos permanentes | Religiosos | Religiosos | Parroquias |
| Año                                                                             | Bautizados católicos | Total     | % de católicos | Total      | Clero secular | Clero regular | Bautizados por sacerdote | Diáconos permanentes | Varones    | Mujeres    | Parroquias |
| ------------------------------------------------------------------------------- | -------------------- | --------- | -------------- | ---------- | ------------- | ------------- | ------------------------ | -------------------- | ---------- | ---------- | ---------- |
| 2019                                                                            | 240                  | 150 336   | 0.2            |            |               |               |                          |                      |            |            | 2          |
| Fuente: Catholic-Hierarchy, que a su vez toma los datos del Anuario Pontificio. |                      |           |                |            |               |               |                          |                      |            |            |            |